# Txagorritxu

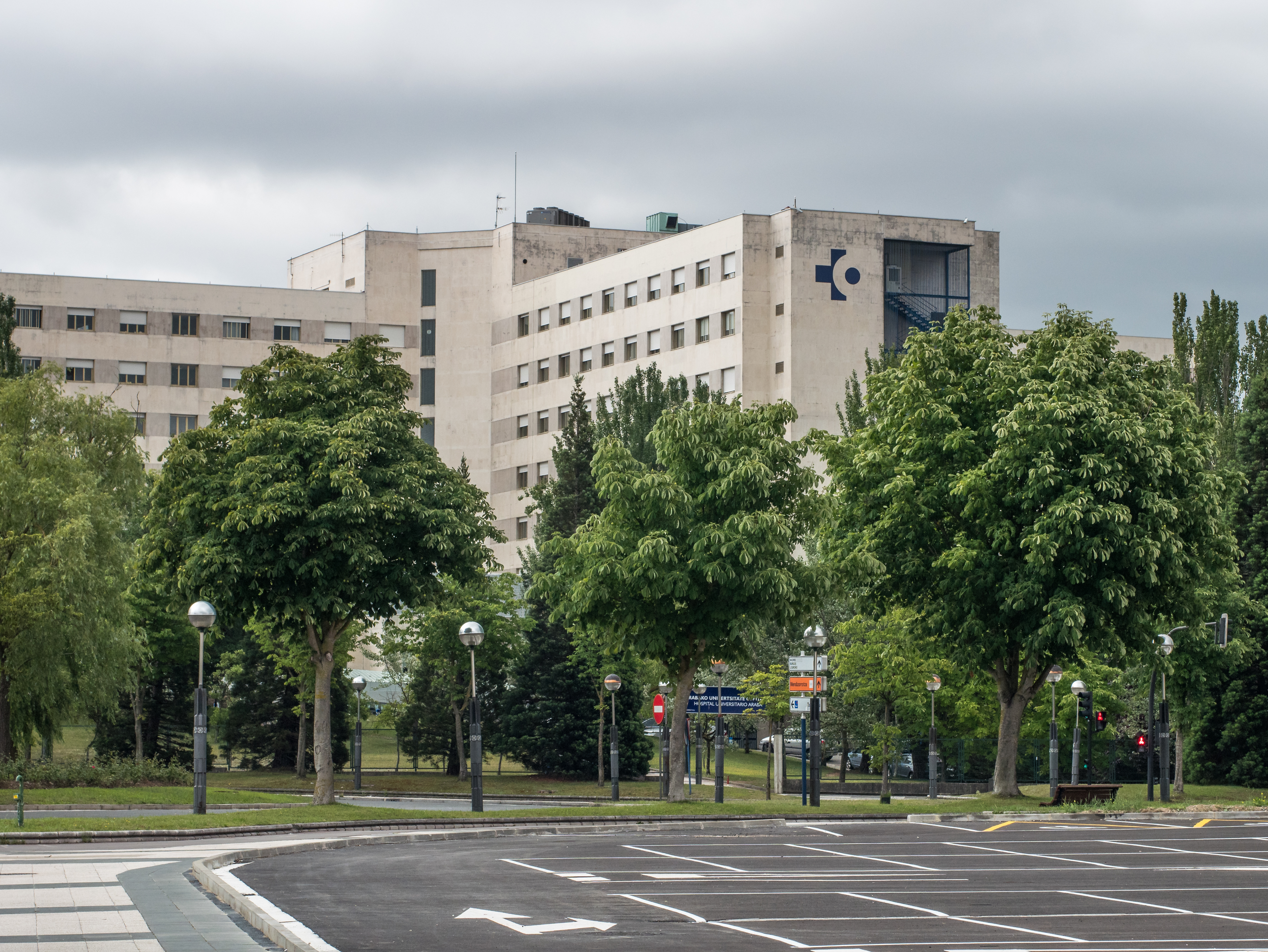
Hospital Universitario de Álava.

Txagorritxu es un barrio de Vitoria situado en la zona noroeste de la ciudad, cuyo principal servicio es el Hospital del mismo nombre, el más importante de la ciudad y uno de los más grandes de la comunidad autónoma.
Dentro de su territorio se encuentra así mismo el instituto Miguel de Unamuno anteriormente Colegio público, que daba servicio a alumnos de educación General Básica (ESO) para niños de entre 12 y 18 años, el centro de formación del INEM (instituto nacional de empleo) y un centro para personas de la tercera edad conocido como "la residencia de ancianos".
Sus fiestas están ligadas al vecino barrio de Gazalbide celebrándose en la misma fecha dentro de ese barrio, este festejo recibe el nombre de "fiestas de txagorritxu".

## Calles del barrio
- Argentina, calle
- Beato Tomás de Zumárraga, calle del (lim.)
- Bolivia, calle de
- Colombia, calle de (lim.)
- Chile, calle de
- Diego de Borica y Retegui, calle de
- Donantes de Sangre, senda de los (parcial)
- Ecuador, calle de (lim.)
- Enrique Eguren, calle de
- Euskal Herria, bulevar de (lim.)
- Francisco Leandro de Viana, calle de
- Gasteiz, avenida de (lim.)
- José Achótegui, calle de (lim.)
- José Miguel de Barandiarán, calle de
- Máximo Guisasola, calle de
- México, calle de (parcial)
- Pablo Neruda, calle de
- San Viator, calle de (lim.)
- Sebastián Fernández de Lezeta, calle del guerrillero
- Sebastián Hurtado de Corcuera, calle de
- Telesforo de Aranzadi, calle de
- Vicente González de Echevarri, calle

- Datos: Q559935